# Kraj rata
Kraj rata é um filme de drama iugoslavo de 1984 dirigido e escrito por Dragan Kresoja. Foi selecionado como representante da Iugoslávia à edição do Oscar 1985, organizada pela Academia de Artes e Ciências Cinematográficas.

## Elenco
- Bata Živojinović - Bajo Lazarević
- Marko Ratić - Vukole
- Gorica Popović - Milka
- Neda Arnerić - Nadica
- Aleksandar Berček - Bora
- Radko Polič - Kristijan
- Miroljub Lešo - Jozo
- Bogdan Diklić - Alojzije